# 梅格斯海姆
梅格斯海姆是德国巴伐利亚州的一个市镇。总面积12.54平方公里，总人口867人，其中男性428人，女性439人（2011年12月31日），人口密度69人/平方公里。